# Sollevamento pesi ai Giochi della XXX Olimpiade - 69 kg maschile
Le gare di sollevamento pesi della categoria fino a 69 kg dei giochi olimpici di Londra 2012 si sono svolte il 31 luglio 2012 presso l'ExCeL Exhibition Centre.

## Programma
Tutti gli orari sono British Summer Time (UTC+1)
| Data                    | Ora   | Gruppo   |
| ----------------------- | ----- | -------- |
| Martedì, 31 luglio 2012 | 10:00 | Gruppo B |
| Martedì, 31 luglio 2012 | 19:00 | Gruppo A |

## Record
Prima della competizione, i record olimpici e mondiali erano i seguenti:
| Record mondiale | Strappo | Georgi Markov Bulgaria   | 165 kg | 20 settembre 2000 Sydney, Australia |
| Record mondiale | Slancio | Zhang Guozheng Cina      | 197 kg | 11 settembre 2003 Qinhuangdao, Cina |
| Record mondiale | Totale  | Galabin Boevski Bulgaria | 357 kg | 24 novembre 1999 Atene, Grecia      |
| Record olimpico | Strappo | Georgi Markov Bulgaria   | 165 kg | 20 settembre 2000 Sydney, Australia |
| Record olimpico | Slancio | Galabin Boevski Bulgaria | 196 kg | 20 settembre 2000 Sydney, Australia |
| Record olimpico | Totale  | Galabin Boevski Bulgaria | 357 kg | 20 settembre 2000 Sydney, Australia |

Durante l'evento tali record non sono stati migliorati.

## Risultati
| Pos. | Atleta                         | Gruppo | Peso  | Strappo (kg) | Strappo (kg) | Strappo (kg) | Strappo (kg) | Slancio (kg) | Slancio (kg) | Slancio (kg) | Slancio (kg) | Totale |
| Pos. | Atleta                         | Gruppo | Peso  | 1            | 2            | 3            | Risultato    | 1            | 2            | 3            | Risultato    | Totale |
| ---- | ------------------------------ | ------ | ----- | ------------ | ------------ | ------------ | ------------ | ------------ | ------------ | ------------ | ------------ | ------ |
|      | Lin Qingfeng (CHN)             | A      | 67,79 | 152          | 155          | 157          | 157          | 182          | 187          | 198          | 187          | 344    |
|      | Triyatno (INA)                 | A      | 68,88 | 145          | 150          | 150          | 145          | 181          | 186          | 188          | 188          | 333    |
|      | Kim Myong-hyok (PRK)           | B      | 68,78 | 140          | 145          | 145          | 145          | 177          | 184          | 187          | 184          | 329    |
| 4    | Junior Sánchez (VEN)           | B      | 68,67 | 145          | 148          | 148          | 148          | 172          | 176          | 180          | 180          | 328    |
| DSQ  | Mete Binay (TUR)               | A      | 68,70 | 150          | 150          | 153          | 150          | 175          | 180          | 180          | 175          | 325    |
| 5    | Won Jeong-sik (KOR)            | A      | 68,73 | 144          | 147          | 147          | 144          | 178          | 186          | 187          | 178          | 322    |
| DSQ  | Sardar Hasanov (AZE)           | B      | 68,77 | 138          | 145          | 150          | 145          | 167          | 176          | 181          | 176          | 321    |
| 6    | Briken Calja (ALB)             | A      | 68,96 | 143          | 146          | 146          | 143          | 173          | 174          | 177          | 177          | 320    |
| 7    | Mohamed Abdelbaki (EGY)        | A      | 68,97 | 141          | 145          | 145          | 145          | 171          | 176          | 176          | 171          | 316    |
| 8    | Kim Kum-sok (PRK)              | A      | 68,61 | 140          | 140          | 145          | 140          | 175          | 181          | 181          | 175          | 315    |
| 9    | Deni (INA)                     | A      | 67,63 | 140          | 140          | 145          | 140          | 170          | 171          | 177          | 171          | 311    |
| 10   | Daniyar İsmayilov (TKM)        | B      | 68,06 | 140          | 145          | 150          | 145          | 160          | 165          | 170          | 165          | 310    |
| 11   | Doyler Sánchez (COL)           | B      | 68,11 | 135          | 138          | 140          | 138          | 170          | 170          | 174          | 170          | 308    |
| 12   | Katulu Ravi Kumar (IND)        | B      | 68,67 | 136          | 141          | 141          | 136          | 167          | 176          | 176          | 167          | 303    |
| 13   | Atthaphon Daengchanthuek (THA) | B      | 68,83 | 130          | 135          | 135          | 130          | 165          | 170          | 170          | 170          | 300    |
| 14   | Gareth Evans (GBR)             | B      | 68,31 | 125          | 130          | 133          | 130          | 153          | 158          | 160          | 158          | 288    |
| 15   | Bünyamin Sezer (TUR)           | B      | 66,95 | 120          | 125          | 130          | 130          | 135          | 145          | 153          | 145          | 275    |
| —    | Aṙak‘el Mirzoyan (ARM)         | A      | 68,73 | 148          | 148          | 151          | 148          | 177          | 177          | 181          | —            | —      |
| —    | Daniel Godelli (ALB)           | A      | 68,49 | 142          | 145          | 145          | —            | —            | —            | —            | —            | —      |
| —    | Afgan Bayramov (AZE)           | A      | 68,54 | 142          | 142          | 142          | —            | —            | —            | —            | —            | —      |
| —    | Bakhram Mendibaev (UZB)        | B      | 68,69 | 135          | 135          | 135          | —            | —            | —            | —            | —            | —      |
| —    | Vencelas Dabaya (FRA)          | A      | 68,66 | 135          | 135          | 135          | —            | —            | —            | —            | —            | —      |
| —    | Bernardin Matam (FRA)          | A      | 68,32 | 143          | 143          | 144          | —            | —            | —            | —            | —            | —      |
| DSQ  | Răzvan Constantin Martin (ROU) | A      | 68,61 | 149          | 152          | 152          | 152          | 177          | 180          | 182          | 180          | —      |